# Guerrino Tosello
Guerrino Tosello (Candiana, 14 ottobre 1943) è un ex ciclista su strada italiano.
Professionista dal 1966 al 1974, conta la vittoria di due tappe al Giro d'Italia.

## Carriera
I principali successi da professionista furono una tappa al Giro d'Italia 1968, una tappa alla Tirreno-Adriatico nel 1970 e una tappa al Giro d'Italia 1971. Fu secondo nella sesta tappa del Giro d'Italia 1970, nella decima tappa del Tour de France 1970 e nella quinta tappa del Tour de Romandie del 1971.

## Palmarès
- 1966 (Molteni, due vittorie)

3ª tappa Österreich-Rundfahrt (Gleisdorf > Klagenfurt)
7ª tappa, 1ª semitappa Österreich-Rundfahrt (Steyr > Lunz am See)
- 1968 (Molteni, una vittoria)

7ª tappa Giro d'Italia (Alessandria > Piacenza)
- 1970 (Molteni, una vittoria)

5ª tappa, 1ª semitappa Tirreno-Adriatico (San Benedetto del Tronto > San Benedetto del Tronto)
- 1971 (Molteni, una vittoria)

4ª tappa Giro d'Italia (Benevento > Pescasseroli)

## Piazzamenti

### Grandi giri
- Giro d'Italia

1968: ritirato
1969: 29º
1970: 50º
1971: 35º
1972: 60º
- Tour de France

1967: ritirato (11ª tappa)
1970: 39º

### Classiche monumento
- Milano-Sanremo

1967: 68º
1969: 63º
1970: 87º
- Giro delle Fiandre

1972: 71º